# Gandawa-Wevelgem 2016
78. edycja wyścigu kolarskiego Gandawa-Wevelgem odbyła się 27 marca 2016 i liczyła 242,8 km. Wyścig figurował w rankingu światowym UCI World Tour 2016.

## Uczestnicy
Na starcie tego klasycznego wyścigu stanęło 25 zawodowych ekip.
| Numery  | Kod | Drużyna                |
| ------- | --- | ---------------------- |
| 1-8     | TNK | Tinkoff                |
| 11-18   | EQS | Etixx-Quick Step       |
| 21-28   | LTS | Lotto Soudal           |
| 31-38   | BMC | BMC Racing Team        |
| 41-48   | KAT | Team Katusha           |
| 51-58   | TFS | Trek-Segafredo         |
| 61-68   | TLJ | Team LottoNL-Jumbo     |
| 71-78   | DDD | Dimension Data         |
| 81-88   | ALM | Ag2r-La Mondiale       |
| 91-98   | AST | Astana Pro Team        |
| 101-108 | CPT | Cannondale Pro Cycling |
| 111-118 | FDJ | FDJ                    |
| 121-128 | IAM | IAM Cycling            |

| Numery  | Kod | Drużyna                     |
| ------- | --- | --------------------------- |
| 131-138 | LAM | Lampre-Merida               |
| 141-148 | MOV | Movistar Team               |
| 151-158 | GIA | Team Giant-Alpecin          |
| 161-168 | OGE | Orica-GreenEDGE             |
| 171-178 | SKY | Team Sky                    |
| 181-188 | TSV | Topsport Vlaanderen-Baloise |
| 191-198 | WGG | Wanty-Groupe Gobert         |
| 201-208 | BAR | Bardiani CSF                |
| 211-218 | CCC | CCC Sprandi Polkowice       |
| 221-228 | COF | Cofidis                     |
| 231-238 | DEN | Direct Énergie              |
| 241-248 | ROO | Roompot-Oranje Peloton      |

## Klasyfikacja generalna
| M-ce | Imię i nazwisko      | Kraj       | Drużyna               | Czas       |
| ---- | -------------------- | ---------- | --------------------- | ---------- |
| 1.   | Peter Sagan          | Słowacja   | Tinkoff               | 5h 55' 12" |
| 2.   | Sep Vanmarcke        | Belgia     | Team LottoNL-Jumbo    | + 0"       |
| 3.   | Wiaczesław Kuzniecow | Rosja      | Team Katusha          | + 0"       |
| 4.   | Fabian Cancellara    | Szwajcaria | Trek-Segafredo        | + 0"       |
| 5.   | Arnaud Démare        | Francja    | FDJ                   | + 11"      |
| 6.   | Fernando Gaviria     | Kolumbia   | Etixx-Quick Step      | + 11"      |
| 7.   | Jürgen Roelandts     | Belgia     | Lotto Soudal          | + 11"      |
| 8.   | Jacopo Guarnieri     | Włochy     | Team Katusha          | + 11"      |
| 9.   | Greg Van Avermaet    | Belgia     | BMC Racing Team       | + 11"      |
| 10.  | Michael Mørkøv       | Dania      | Team Katusha          | + 11"      |
|      |                      |            |                       |            |
| 35.  | Michał Gołaś         | Polska     | Team Sky              | + 5' 08"   |
| 59.  | Tomasz Kiendyś       | Polska     | CCC Sprandi Polkowice | + 11' 05"  |
| 74.  | Maciej Bodnar        | Polska     | Tinkoff               | + 11' 11"  |
| -    | Adrian Kurek         | Polska     | CCC Sprandi Polkowice | DNF        |
| -    | Michał Pałuta        | Polska     | CCC Sprandi Polkowice | DNF        |
| -    | Jarosław Marycz      | Polska     | CCC Sprandi Polkowice | DNF        |
| -    | Bartłomiej Matysiak  | Polska     | CCC Sprandi Polkowice | DNF        |
| -    | Grzegorz Stępniak    | Polska     | CCC Sprandi Polkowice | DNF        |